# Merbes-le-Château
Merbes-le-Château ist eine Gemeinde in der Provinz Hennegau im wallonischen Teil Belgiens. Sie besteht aus den Ortschaften Merbes-le-Château, Fontaine-Valmont, Labuissière und Merbes-Sainte-Marie.
Die Gemeinde wird vom Fluss Sambre durchquert, bei Labussière mündet der Nebenfluss Hante.

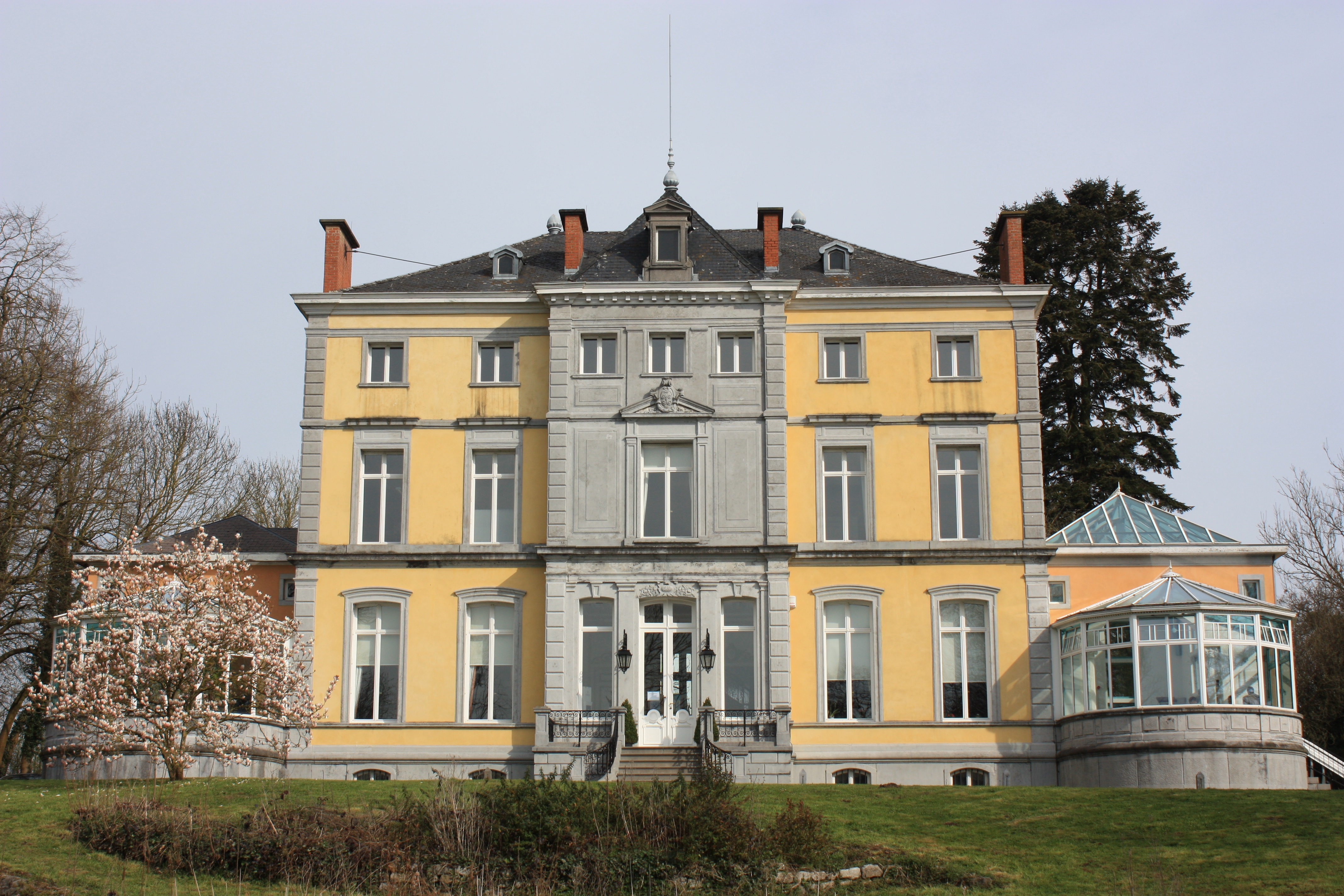
Rathaus von Merbes-le-Château.
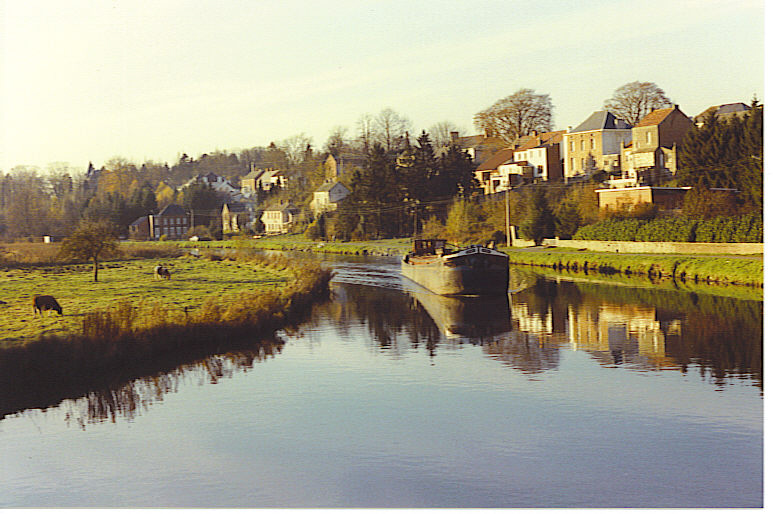
Fluss Sambre in Merbes-le-Château.